# John Harris (labdarúgó)
John Harris (1917. június 30. – Sheffield, 1988. július 24.) skót labdarúgó, az angol Chelsea FC játékosa, csapatkapitánya. Beceneve "Gentleman John" volt.

## Pályafutása

### Játékosként
Harris a skót válogatott csatár és Newcastle United játékos, Neil Harris fia, így már korán eldőlt, belőle is labdarúgó lesz.
Pályafutását a Swindon Townban kezdte, majd 1934-ben a Swansea Townba igazolt, mikor a csapatot az édesapja irányította edzőként. 1939-ben egyidőben a Tottenham Hotspur és a Wolverhampton Wanderers játékosa is volt.
A második világháború alatt csatlakozott a Chelsea-hez kölcsönben a Wolves-tól, majd 1945 szeptemberében írt alá végleges szerződést a csapatnál 5000 fontért. Harris pályafutása alatt állandó játékos volt a Chelsea-nél, egy időben csapatkapitány is volt, majd Roy Bentley vette át ezt a posztot. Tagja volt a Chelsea 1954-55-ös bajnokcsapatának, 31 mérkőzésen játszott abban a szezonban. A csapatnál 11 évet töltött, ezalatt 364-szer lépett pályára és 14 gólt szerzett.

### Edzőként
Harris 1956 áprilisában hagyta el a Chelsea-t, és játékosedző lett a Chester City-nél, mielőtt visszavonult az aktív játéktól. A labdarúgással azonban továbbra sem hagyott fel, 1959. április 20-án Joe Mercer edzői posztját vette át a Sheffield United-nél. A szezonban a harmadik helyet szerezték meg, hét ponttal lemaradva a második helyezett Fulham-től. Első teljes szezonjában a negyedik lett a csapat a bajnokságban.
1961-ben ezüstérmeskéntfeljutást nyert a Sheffielddel a másodosztályból, ez többek közt a walesi válogatott Len Allchurch megszerzésének is köszönhető, akit 12 500 fontért igazolt le a Swansea-tól. Harris alatt a Sheffield az FA-kupában is remekelt, 1961-ben ,1936 óta először, bejutottak az elődöntőbe. A klubnál fellépő pénzügyi problémák ellenére is az ötödik helyet érte el a csapattal az élvonalban.
1968 augusztusában elbocsátották a csapattól, mivel a korábbi szezonban kiestek az élvonalból. Arthur Rowley vette át a helyét, akinek azonban egy éven belül távoznia kellett, így Harrist 1969 augusztusában ismét kinevezték a Sheffield edzőjének.
A következő években a klub számára fontos játékosokat igazolt le, mint Tony Currie, Alan Woodward, Len Badger, Geoff Salmons, Eddie Colquhoun, Bill Dearden és Gil Reece. Ezzel az erősítéssel az 1970-71-es szezonban a Sheffield újra feljutást nyert az élvonalba.
A Sheffield United az 1971-72-es szezont remek formában kezdte, Harris irányítása alatt a szezon elején 11 mérkőzéses veretlenségi sorozatot állítottak fel, és a tabella elején álltak, végül a 10. helyet szerezték meg.
Harris 1973 decemberében mondott le, de továbbra is a klubnál tevékenykedett. 1977 júniusában végül elhagyta a Sheffieldet, és a Sheffield Wednesday játékosmegfigyelője lett.
Harris 1988. július 24-én, 71 évesen hunyt el Sheffield-ben.

## Sikerei, díjai

### Játékosként
- Angol bajnok – 1955